# Cratoscelis striolata
Cratoscelis striolata is een keversoort uit de familie Glaphyridae. De wetenschappelijke naam van de soort is voor het eerst geldig gepubliceerd in 1868 door Redtenbacher.